# العلاقات التوفالية الليختنشتانية
العلاقات التوفالية الليختنشتانية هي العلاقات الثنائية التي تجمع بين توفالو وليختنشتاين.

## مقارنة بين البلدين
هذه مقارنة عامة ومرجعية للدولتين:
| وجه المقارنة                                              | توفالو                         | ليختنشتاين                                 |
| --------------------------------------------------------- | ------------------------------ | ------------------------------------------ |
| المساحة (كم2)                                             | 26                             | 16                                         |
| عدد السكان (نسمة)                                         | 11.19 ألف                      | 37.47 ألف                                  |
| الكثافة السكانية (ن./كم²)                                 | 43.04 ألف                      | 234.19 ألف                                 |
| العاصمة                                                   | فونافوتي                       | فادوتس                                     |
| اللغة الرسمية                                             | اللغة التوفالوية، لغة إنجليزية | اللغة الألمانية                            |
| العملة                                                    | دولار توفالو                   | فرنك سويسري                                |
| الناتج المحلي الإجمالي (بليون دولار)                      | 39.73 مليون                    | 6.29 مليار                                 |
| الناتج المحلي الإجمالي (تعادل القوة الشرائية) بليون دولار | 38.93 مليون                    |                                            |
| الناتج المحلي الإجمالي الاسمي للفرد دولار أمريكي          | 3.29 ألف                       |                                            |
| الناتج المحلي الإجمالي للفرد دولار أمريكي                 | 3.77 ألف                       |                                            |
| مؤشر التنمية البشرية                                      |                                | 0.908                                      |
| رمز المكالمات الدولي                                      | +688                           | +423                                       |
| رمز الإنترنت                                              | .tv                            | .li                                        |
| المنطقة الزمنية                                           | ت ع م+12:00                    | توقيت وسط أوروبا، ت ع م+01:00، ت ع م+02:00 |

## منظمات دولية مشتركة
يشترك البلدان في عضوية مجموعة من المنظمات الدولية، منها:
| علم المنظمة | اسم المنظمة                  | تاريخ انضمام توفالو | تاريخ انضمام ليختنشتاين |
| ----------- | ---------------------------- | ------------------- | ----------------------- |
|             | الاتحاد البريدي العالمي      | ?                   | ?                       |
|             | الاتحاد الدولي للاتصالات     | 15 أغسطس 1996       | 25 يوليو 1963           |
|             | منظمة حظر الأسلحة الكيميائية | ?                   | ?                       |
|             | الأمم المتحدة                | 5 سبتمبر 2000       | 18 سبتمبر 1990          |